# Secretario de Estado para Asuntos Exteriores y de la Mancomunidad
El principal secretario de Estado de Su Majestad para Asuntos Exteriores y asuntos de la Mancomunidad (en inglés: His Majesty's Principal Secretary of State for Foreign and Commonwealth Affairs), más conocido en inglés como el Foreign Secretary (secretario de Asuntos Exteriores) y en español como ministro de Asuntos Exteriores del Reino Unido, es el titular del Ministerio de Asuntos Exteriores y de la Mancomunidad de Naciones, el Ministerio de Asuntos Exteriores del Reino Unido. Es uno de los cuatro llamados Great Offices of State del Gabinete del Reino Unido. Además de las funciones típicas del cargo, el Foreign Secretary tiene bajo su control directo el Secret Intelligence Service (MI6) y el Government Communications Headquarters (GCHQ).
El puesto de secretario de Asuntos Exteriores lo ocupa actualmente el diputado David Lammy, después de su nombramiento en 2024.

## Historia
El primer Secretary of State for Foreign Affairs fue nombrado en 1782, puesto que en 1968 se convertiría en Secretary of State for Foreign and Commonwealth Affairs.
El ministro que más tiempo ostentó el cargo fue sir Edward Grey, de 1905 a 1916, con los gobiernos de sir Henry Campbell-Bannerman y de H. H. Asquith. 
En 2006, Margaret Beckett, fue la primera mujer, y hasta la fecha, la única,
en ostentar el cargo.

## Lista de secretarios de Estado para Asuntos Exteriores y de la Mancomunidad

### Secretarios de Estado para Asuntos Exteriores, 1782-1801
| Nombre                                                  | Retrato | En el cargo                                       | Partido político | Primer ministro                  |
| ------------------------------------------------------- | ------- | ------------------------------------------------- | ---------------- | -------------------------------- |
| Charles James Fox                                       |         | 27 de marzo de 1782-5 de julio de 1782 (dimitido) | Whig             | Charles Watson-Wentworth         |
| Lord Grantham                                           |         | 13 de julio de 1782-2 de abril de 1783            | Whig             | William Petty Landsdowne         |
| Charles James Fox                                       |         | 2 de abril de 1783-19 de noviembre de 1783        | Whig             | William Henry Cavendish-Bentinck |
| George Nugent-Temple-Grenville                          |         | 19 de diciembre de 1783-23 de diciembre de 1783   | Tory             | William Pitt (el Joven)          |
| Marqués de Carmarthen (duque de Leeds a partir de 1789) |         | 23 de diciembre de 1783-mayo de 1791 (dimitido)   | Tory             | William Pitt (el Joven)          |
| Lord Grenville                                          |         | 8 de junio de 1791-20 de febrero de 1801          | Tory             | William Pitt (el Joven)          |

### Secretarios de Estado para Asuntos Exteriores, 1801-1900
| Nombre                                             | Retrato               | En el cargo                                               | Partido político    | Primer ministro         |
| -------------------------------------------------- | --------------------- | --------------------------------------------------------- | ------------------- | ----------------------- |
| Lord Hawkesbury                                    |                       | 20 de febrero de 1801-14 de mayo de 1804                  | Tory                | Henry Addington         |
| Lord Harrowby                                      |                       | 14 de mayo de 1804-11 de enero de 1805                    | Tory                | William Pitt (el Joven) |
| Lord Mulgrave                                      |                       | 11 de enero de 1805-7 de febrero de 1806                  | Tory                | William Pitt (el Joven) |
| Charles James Fox                                  |                       | 7 de febrero de 1806-13 de septiembre de 1806 (fallecido) | Whig                | Lord Grenville          |
| Lord Howick (más tarde conocido como el Earl Grey) |                       | 24 de septiembre de 1806-25 de marzo de 1807              | Whig                | Lord Grenville          |
| George Canning                                     |                       | 25 de marzo de 1807-11 de octubre de 1809 (dimitido)      | Tory                | Duque de Portland       |
| Henry Bathurst                                     |                       | 11 de octubre de 1809-6 de diciembre de 1809              | Tory                | Duque de Portland       |
| Richard Wellesley, I marqués Wellesley             |                       | 6 de diciembre de 1809-4 de marzo de 1812                 | Tory                | Spencer Perceval        |
| Vizconde Castlereagh                               |                       | 4 de marzo de 1812-12 de agosto de 1822 (fallecido)       | Tory                | Robert Jenkinson        |
| George Canning                                     |                       | 16 de septiembre de 1822-30 de abril de 1827              | Tory                | Robert Jenkinson        |
| Earl de Dudley                                     |                       | 30 de abril de 1827-2 de junio de 1828                    | Tory                | George Canning          |
| Earl de Dudley                                     | Vizconde de Goderich  | 30 de abril de 1827-2 de junio de 1828                    | Tory                |                         |
| Earl de Aberdeen                                   |                       | 2 de junio de 1828-22 de noviembre de 1830                | Tory                | Duque de Wellington     |
| Lord Palmerston                                    |                       | 22 de noviembre de 1830-14 de noviembre de 1834           | Whig                | Lord Howick             |
| Lord Palmerston                                    | Vizconde de Melbourne | 22 de noviembre de 1830-14 de noviembre de 1834           | Whig                |                         |
| Duque de Wellington                                |                       | 14 de noviembre de 1834-18 de abril de 1835               | Tory                | Él mismo                |
| Duque de Wellington                                | Sir Robert Peel       | 14 de noviembre de 1834-18 de abril de 1835               | Tory                |                         |
| Lord Palmerston                                    |                       | 18 de abril de 1835-2 de septiembre de 1841               | Whig                | Vizconde de Melbourne   |
| Earl de Aberdeen                                   |                       | 2 de septiembre de 1841-6 de julio de 1846                | Partido Conservador | Sir Robert Peel         |
| Lord Palmerston                                    |                       | 6 de julio de 1846-26 de diciembre de 1851                | Whig                | Lord John Russell       |
| Earl de Granville                                  |                       | 26 de diciembre de 1851-27 de febrero de 1852             | Whig                | Lord John Russell       |
| Earl de Malmesbury                                 |                       | 27 de febrero de 1852-28 de diciembre de 1852             | Partido Conservador | 14.º Earl de Derby      |
| Lord John Russell                                  |                       | 28 de diciembre de 1852-21 de febrero de 1853             | Whig                | Earl de Aberdeen        |
| Earl de Clarendon                                  |                       | 21 de febrero de 1853-26 de febrero de 1858               | Whig                | Earl de Aberdeen        |
| Earl de Clarendon                                  | Lord Palmerston       | 21 de febrero de 1853-26 de febrero de 1858               | Whig                |                         |
| Earl de Malmesbury                                 |                       | 26 de febrero de 1858-18 de junio de 1859                 | Partido Conservador | 14.º Earl de Derby      |
| Lord John Russell (a partir de 1861, Earl Russell) |                       | 18 de junio de 1859-3 de noviembre de 1865                | Partido Liberal     | Lord Palmerston         |
| Earl de Clarendon                                  |                       | 3 de noviembre de 1865-6 de julio de 1866                 | Partido Liberal     | Earl de Russell         |
| Lord Stanley (más tarde, el 15.º Earl de Derby)    |                       | 6 de julio de 1866-9 de diciembre de 1868                 | Partido Conservador | 14.º Earl de Derby      |
| Lord Stanley (más tarde, el 15.º Earl de Derby)    | Benjamin Disraeli     | 6 de julio de 1866-9 de diciembre de 1868                 | Partido Conservador |                         |
| Earl de Clarendon                                  |                       | 9 de diciembre de 1868-6 de julio de 1870                 | Partido Liberal     | William Ewart Gladstone |
| Earl Granville                                     |                       | 6 de julio de 1870-21 de febrero de 1874                  | Partido Liberal     | William Ewart Gladstone |
| 15.º Earl de Derby                                 |                       | 21 de febrero de 1874-2 de abril de 1878                  | Partido Conservador | Benjamin Disraeli       |
| Marqués de Salisbury                               |                       | 2 de abril de 1878-28 de abril de 1880                    | Partido Conservador | Benjamin Disraeli       |
| Earl de Granville                                  |                       | 28 de abril de 1880-24 de junio de 1885                   | Partido Liberal     | William Ewart Gladstone |
| Marqués de Salisbury                               |                       | 24 de junio de 1885-6 de febrero de 1886                  | Partido Conservador | Él mismo                |
| Earl de Rosebery                                   |                       | 6 de febrero de 1886-3 de agosto de 1886                  | Partido Liberal     | William Ewart Gladstone |
| Earl de Iddesleigh                                 |                       | 3 de agosto de 1886-12 de enero de 1887 (fallecido)       | Partido Conservador | Marqués de Salisbury    |
| Marqués de Salisbury                               |                       | 14 de enero de 1887-11 de agosto de 1892                  | Partido Conservador | Marqués de Salisbury    |
| Earl de Rosebery                                   |                       | 18 de agosto de 1892-11 de marzo de 1894                  | Partido Liberal     | William Ewart Gladstone |
| Earl de Kimberley                                  |                       | 11 de marzo de 1894-21 de junio de 1895                   | Partido Liberal     | Earl de Rosebery        |
| Marqués de Salisbury                               |                       | 29 de junio de 1895-12 de noviembre de 1900               | Partido Conservador | Él mismo                |

### Secretarios de Estado para Asuntos Exteriores, 1900-1968
| Nombre                  | Retrato | En el cargo                                              | Partido político          | Primer ministro                                            |
| ----------------------- | ------- | -------------------------------------------------------- | ------------------------- | ---------------------------------------------------------- |
| Henry Petty-Fitzmaurice |         | 12 de noviembre de 1900-4 de diciembre de 1905           | Partido Liberal Unionista | Robert Gascoyne-Cecil/Arthur Balfour (coalición 1895–1905) |
| Sir Edward Grey         |         | 10 de diciembre de 1905-10 de diciembre de 1916          | Partido Liberal Unionista | Sir Henry Campbell-Bannerman/H. H. Asquith                 |
| Arthur Balfour          |         | 10 de diciembre de 1916-23 de octubre de 1919            | Partido Conservador       | David Lloyd George                                         |
| George Curzon           |         | 23 de octubre de 1919-22 de enero de 1924                | Partido Conservador       | David Lloyd George/Andrew Bonar Law/Stanley Baldwin        |
| Ramsay MacDonald        |         | 22 de enero de 1924-3 de noviembre de 1924               | Partido Laborista         | él mismo                                                   |
| Sir Austen Chamberlain  |         | 6 de noviembre de 1924-4 de junio de 1929                | Partido Conservador       | Stanley Baldwin                                            |
| Arthur Henderson        |         | 7 de junio de 1929-24 de agosto de 1931                  | Partido Laborista         | Ramsay MacDonald                                           |
| Rufus Isaacs            |         | 25 de agosto de 1931-5 de noviembre de 1931              | Partido Liberal           | Ramsay MacDonald                                           |
| Sir John Simon          |         | 5 de noviembre de 1931-7 de junio de 1935                | Partido Liberal National  | Ramsay MacDonald                                           |
| Sir Samuel Hoare        |         | 7 de junio de 1935-18 de diciembre de 1935 (dimitido)    | Partido Conservador       | Stanley Baldwin                                            |
| Anthony Eden            |         | 22 de diciembre de 1935-20 de febrero de 1938 (dimitido) | Partido Conservador       | Stanley Baldwin/Neville Chamberlain                        |
| E. F. L. Wood           |         | 21 de febrero de 1938-22 de diciembre de 1940            | Partido Conservador       | Neville Chamberlain                                        |
| Anthony Eden            |         | 22 de diciembre de 1940-26 de julio de 1945              | Partido Conservador       | Winston Churchill                                          |
| Ernest Bevin            |         | 27 de julio de 1945-9 de marzo de 1951                   | Partido Laborista         | Clement Attlee                                             |
| Herbert Morrison        |         | 9 de marzo de 1951-26 de octubre de 1951                 | Partido Laborista         | Clement Attlee                                             |
| Anthony Eden            |         | 28 de octubre de 1951-7 de abril de 1955                 | Partido Conservador       | Sir Winston Churchill                                      |
| Harold Macmillan        |         | 7 de abril de 1955-20 de diciembre de 1955               | Partido Conservador       | Sir Anthony Eden                                           |
| Selwyn Lloyd            |         | 20 de diciembre de 1955-27 de julio de 1960              | Partido Conservador       | Sir Anthony Eden/Harold Macmillan                          |
| Alec Douglas-Home       |         | 27 de julio de 1960-20 de octubre de 1963                | Partido Conservador       | Harold Macmillan                                           |
| R. A. Butler            |         | 20 de octubre de 1963-16 de octubre de 1964              | Partido Conservador       | Sir Alec Douglas-Home                                      |
| Patrick Gordon Walker   |         | 16 de octubre de 1964-22 de enero de 1965                | Partido Laborista         | Harold Wilson                                              |
| Michael Stewart         |         | 22 de enero de 1965-11 de agosto de 1966                 | Partido Laborista         | Harold Wilson                                              |
| George Brown            |         | 11 de agosto de 1966-16 de marzo de 1968 (dimitido)      | Partido Laborista         | Harold Wilson                                              |
| Michael Stewart         |         | 16 de marzo de 1968-17 de octubre de 1968                | Partido Laborista         | Harold Wilson                                              |

### Secretarios de Estado para Asuntos Exteriores y de la Mancomunidad, 1968-presente
| Nombre                | Retrato | En el cargo                                          | Partido político    | Primer ministro              |
| --------------------- | ------- | ---------------------------------------------------- | ------------------- | ---------------------------- |
| Michael Stewart       |         | 17 de octubre de 1968-19 de junio de 1970            | Partido Laborista   | Harold Wilson                |
| Sir Alec Douglas-Home |         | 20 de junio de 1970-28 de febrero de 1974            | Partido Conservador | Edward Heath                 |
| James Callaghan       |         | 5 de marzo de 1974-5 de abril de 1976                | Partido Laborista   | Harold Wilson                |
| Anthony Crosland      |         | 8 de abril de 1976-19 de febrero de 1977 (fallecido) | Partido Laborista   | James Callaghan              |
| David Owen            |         | 22 de febrero de 1977-4 de mayo de 1979              | Partido Laborista   | James Callaghan              |
| Lord Carrington       |         | 5 de mayo de 1979-5 de abril de 1982 (dimitido)      | Partido Conservador | Margaret Thatcher            |
| Francis Pym           |         | 6 de abril de 1982-11 de junio de 1983               | Partido Conservador | Margaret Thatcher            |
| Sir Geoffrey Howe     |         | 11 de junio de 1983-24 de julio de 1989              | Partido Conservador | Margaret Thatcher            |
| John Major            |         | 24 de julio de 1989-26 de octubre de 1989            | Partido Conservador | Margaret Thatcher            |
| Douglas Hurd          |         | 26 de octubre de 1989-5 de julio de 1995             | Partido Conservador | Margaret Thatcher/John Major |
| Malcolm Rifkind       |         | 5 de julio de 1995-2 de mayo de 1997                 | Partido Conservador | John Major                   |
| Robin Cook            |         | 2 de mayo de 1997-8 de junio de 2001                 | Partido Laborista   | Tony Blair                   |
| Jack Straw            |         | 8 de junio de 2001-5 de mayo de 2006                 | Partido Laborista   | Tony Blair                   |
| Margaret Beckett      |         | 5 de mayo de 2006-28 de junio de 2007                | Partido Laborista   | Tony Blair                   |
| David Miliband        |         | 28 de junio de 2007-11 de mayo de 2010               | Partido Laborista   | Gordon Brown                 |
| William Hague         |         | 11 de mayo de 2010-14 de julio de 2014               | Partido Conservador | David Cameron                |
| Philip Hammond        |         | 14 de julio de 2014-13 de julio de 2016              | Partido Conservador | David Cameron                |
| Boris Johnson         |         | 13 de julio de 2016-9 de julio de 2018               | Partido Conservador | Theresa May                  |
| Jeremy Hunt           |         | 10 de julio de 2018 - 24 de julio de 2019            | Partido Conservador | Theresa May                  |
| Dominic Raab          |         | 24 de julio de 2019 - 15 de septiembre de 2021       | Partido Conservador | Boris Johnson                |
| Liz Truss             |         | 15 de septiembre de 2021 - 6 de septiembre de 2022   | Partido Conservador | Boris Johnson                |
| James Cleverly        |         | 6 de septiembre de 2022 - 13 de noviembre de 2023    | Partido Conservador | Liz Truss/Rishi Sunak        |
| David Cameron         |         | 13 de noviembre de 2023 - 5 de julio de 2024         | Partido Conservador | Rishi Sunak                  |
| David Lammy           |         | 5 de julio de 2024 - actualidad                      | Partido Laborista   | Keir Starmer                 |